# Объезд (фильм, 1968)
«Объезд» (чеш. Objížďka) — чехословацкая комедия 1968 года режиссёра Йозефа Маха.

## Сюжет
Кветолибы-под-Липой — маленький городок, где жизнь идёт своим чередом. Однако однажды всё меняется: ремонт близлежащего оживлённого шоссе приводит к устройству временного объезда через городок. Горожанам поначалу не нравится возросшее движение транспорта, особенно когда машины угрожают вековой липе — главной и можно сказать «градообразующей» достопримечательности городка. Но постепенно такое положение дел начинает некоторых устраивать. Хорошо дела идут у местного паба. Растут доходы парикмахерской — местные женщины перед проезжающими водителями-иностранцами хотят выглядеть привлекательно. За Мартой, молодой управляющей пабом, постоянно ухаживают водители, к большому неудовольствию её нерешительного ухажера, председателя Муниципального комитета, и он, боясь потерять свою Мартичку, решается сделать её предложение. Через некоторое время работы по ремонту шоссе подходят к концу, и объезд сворачивается. Похоже, что мир и спокойствие вернутся к горожанам. Но жители уже привыкли к другой жизни, а потому решают как бы вернуть объезд через городок.

## В ролях
- Иржи Совак — мэр Кветолиба Карел Капр
- Яна Главачова — руководитель отдела гостеприимства Марта Мокна
- Йозеф Бек — сантехник Бедржих Вртань
- Славка Будинова — Ружена, жена Вртаня
- Квета Фиалова — социальный работник Анна Флорианова
- Власта Храмостова — Мария Чеплова
- Ленка Фишерова — Цилка Чеплова, дочь почтальона
- Милан Недела — дворник
- Ян Скопечек — парикмахер Иржи Тичачек
- Ольдрих Велен — Ян Тепличек
- Йозеф Хвалина — фотограф-репортёр
- Ян Либичек — сотрудник VB Лизаль
- Люба Скоржепова — Анежка, жена Лизаля
- Владимир Грубы — учитель Шумихраст
- Марцела Мартинкова — жена учителя
- Йитка Зеленогорска — продавщица Дана

Закадровый текст читает Милош Копецкий